# Vreemdelingenrecht
Het vreemdelingenrecht is de tak van het recht die zich bezighoudt met de rechtspositie van personen in een staat waarvan zij geen onderdaan zijn. Een onderscheid kan worden gemaakt tussen privaatrechtelijk vreemdelingenrecht en bestuursrechtelijk vreemdelingenrecht. 
Het privaatrechtelijk vreemdelingenrecht is het geheel van rechtsregels in een staat dat de rechtspositie van vreemdelingen ten opzichte van eigen onderdanen regelt door vreemdelingen bij de eigen onderdanen achter te stellen, eraan gelijk te stellen, of ze te bevoordelen. Het houdt zich dus bezig met de discriminatie van vreemdelingen. Zo was het vroeger gebruikelijk om vreemdelingen te discrimineren op het gebied van het goederenrecht, bijvoorbeeld door het hun onmogelijk of moeilijker te maken (op nationaal grondgebied gelegen) vastgoed in eigendom te verkrijgen, of door bescherming te onthouden op het gebied van de intellectuele eigendom. Tegenwoordig is non-discriminatie van vreemdelingen in het privaatrecht eerder regel dan uitzondering en heeft het privaatrechtelijk vreemdelingenrecht aan relevantie ingeboet.
Het bestuursrechtelijk vreemdelingenrecht ziet op de juridische procedures van vreemdelingen: reguliere immigranten en asielzoekers. Reguliere immigranten zijn mensen die een verblijfsvergunning aanvragen om bijvoorbeeld medische redenen (om in een ziekenhuis behandeld te worden), voor het volgen van een studie, of voor werk (bijvoorbeeld als au pair). Tevens kan het gaan om mensen die een verblijfsvergunning aanvragen omdat ze slachtoffer zijn of getuige waren van mensenhandel. 
Ook personen die bij hun buitenlandse partner of een familielid gaan wonen, zijn reguliere immigranten. Het regelen van een kort visum, bijvoorbeeld een toeristenvisum, van maximaal 90 dagen valt ook onder het vreemdelingenrecht.
Het asielrecht is als rechtsgebied een onderdeel van het vreemdelingenrecht. Dit gaat specifiek over asielzoekers en mensen die al een vluchtelingenstatus hebben, doordat vastgesteld is dat zij aan de daarvoor geldende criteria voldoen. Nederland conformeert zich aan de definitie in artikel 1 van het VN Vluchtelingenverdrag uit 1951 en het later daaraan toegevoegd Protocol van New York uit 1967.

## Nederland

### Vreemdelingenwet 1965
Sinds 1967 was in Nederland de Vreemdelingenwet 1965 van kracht, de Wet van 13 januari 1965, houdende nieuwe regelen betreffende: a. de toelating en uitzetting van vreemdelingen; b. het toezicht op vreemdelingen die in Nederland verblijf houden; c. de grensbewaking,
Door de veelheid aan juridische procedures die mogelijk bleek op grond van deze wet en tevens door de toename -met name sinds het begin van de jaren 90- van het aantal vreemdelingen dat op grond van de bepalingen in deze wet een aanvraag deed om een verblijfsvergunning (met name i.v.m. asiel of een toegestaan verblijf op humanitaire gronden) rees de noodzaak deze wet te wijzigen. Er werd voorzien in een wetsontwerp dat een nieuwe regeling, de Vreemdelingenwet 2000. De eerste Nederlandse Vreemdelingenwet dateerde uit 1849. In 1965 werd een geheel nieuwe Vreemdelingenwet aangenomen, die in 1967 van kracht werd en in de jaren 90 ingrijpend zou worden gewijzigd. Vervolgens werd de Vreemdelingenwet 2000 ontworpen, waaraan de naam is verbonden van de destijds (1998-2001) verantwoordelijke staatssecretaris Job Cohen.

### Vreemdelingenwet 2000
Deze Nederlandse Wet van 23 november 2000 tot algehele herziening van de Vreemdelingenwet (Vreemdelingenwet 2000) regelt de toelating en uitzetting van vreemdelingen, het toezicht op vreemdelingen die in Nederland verblijf houden, en de grensbewaking.
De wet definieert een vreemdeling als iemand die de Nederlandse nationaliteit niet bezit en niet op grond van een wettelijke bepaling als Nederlander moet worden behandeld.
Rechtmatig verblijf voor vreemdelingen in Nederland, gebaseerd op de dertien gronden in artikel 8 van de wet,
is onder te verdelen in 4 categorieën:
- rechtmatig verblijf op grond van een vergunning;
- rechtmatig verblijf op grond van gemeenschapsrecht;
- rechtmatig verblijf in afwachting van de beslissing op een aanvraag;
- rechtmatig verblijf op grond van de wet.

Rechtmatig verblijf op grond van een vergunning is mogelijk met een :
- verblijfsvergunning regulier voor bepaalde tijd
- verblijfsvergunning regulier voor onbepaalde tijd
- verblijfsvergunning asiel voor bepaalde tijd
- verblijfsvergunning asiel voor onbepaalde tijd

De wet regelt ook ongewenstverklaring.
Aanhangig in de Eerste Kamer is de Wijziging van de Vreemdelingenwet 2000 en de Algemene wet bestuursrecht in verband met maatregelen om de asielketen te ontlasten en de instroom van asielzoekers te verminderen (Asielnoodmaatregelenwet). Deze wet is controversieel omdat deze illegaal in Nederland zijn strafbaar zou maken, en ook hulp aan illegalen.